# 英国競馬公社
英国競馬公社（えいこくけいばこうしゃ、The British Horse Racing Board）とは、イギリスにかつて存在していた競馬統括機関である。通称BHB。

## 沿革
1993年にジョッキークラブより、懲罰部門など一部をのぞく競馬の統括権限を委譲された。
2007年、新たに設立された英国競馬統括機構（British Horseracing Authority：BHA）にすべての統括権限を移譲して消滅した。同時に懲罰部門などを統括していた競馬監理機構もBHAに再移譲されているが、BHA初代CEOであったニック・カワードは2011年に「（BHA設立の理由の一つに）ロンドンの1つのオフィスに競馬の統括機関をひとまとめにすることが重要であった」とコメントしている。